# ЮMoney
«ЮMoney» — російська електронна платіжна система, яка реалізує ідею електронних грошей.
Система забезпечує проведення фінансових розрахунків між її учасниками (особами, які відкрили рахунки в системі) у режимі реального часу. Валюта розрахунків — російський рубль. Призначена для забезпечення роботи систем електронної комерції.
Система надає можливість працювати через вебінтерфейс. Користуватися деякими можливостями можна також через мобільні додатки для Android, iOS та Windows Phone. Раніше була також можливість користуватися системою за допомогою програми «Інтернет. Гаманець» для Windows, однак з 2011 року програма Не підтримується і не доступна для завантаження з сервера Яндекса, а розміщення її на сторонніх сайтах заборонено Яндексом. Унаслідок того, що дистрибутиви Інтернет. Гаманця, викладені на сторонніх сайтах, можуть бути модифікованими й, як наслідок, небезпечними, Яндекс категорично не рекомендує завантажувати їх. А також рекомендує старим користувачам Інтернет. Гаманця перейти на використання вебінтерфейсу, детально пояснивши причини цієї рекомендації в розділі «Допомога».
Головний офіс компанії розташований в Москві, додатковий офіс в Санкт-Петербурзі. Генеральним директором компанії є Марія Грачова.

## Історія
24 липня 2002 система «Яндекс. Гроші» була запущена як партнерський проєкт Яндекса з підприємством PayCash.
29 вересня 2005 користувачам стала доступна можливість роботи через вебінтерфейс.
30 березня 2007 Яндекс викупив частку партнера і став єдиним власником платіжної системи, сума операції не розголошувалася. Угода спричинила зміну юридичної особи — замість ТОВ «Яндекс. Гроші» було утворено ТОВ «ПС Яндекс. Гроші». Перейменування та зміна складу власників ніяк не позначилися на користувачах системи. Нова компанія також зберегла всі домовленості з партнерами системи. «Проєкт Яндекс. Гроші, власне, — вже давно частина Яндекса, і що відбулася угода лише відбиває та закріплює вже де-факто теперішню ситуацію. Просто до угод такого роду потрібно довго готуватися, щоб провести їх гладко, забезпечивши при цьому безперебійну роботу платіжної системи — а це не дуже просто для компанії з тисячами контрагентів», — повідомила виданню TelNews Євгенія Завалішина, яка очолює платіжну систему.
17 березня 2012 «Яндекс. Гроші» випустила власні пластикові картки для оплати товарів та послуг. За своєю суттю не банківські, а сплачені наперед, тобто кошти на них не підлягають державній страховому захисті.
27 вересня 2012 ТОВ «Яндекс. Гроші» отримало статус небанківської кредитної організації (НКО), у зв'язку з вимогою Федерального закону № 161-ФЗ «Про національну платіжну систему».
5 грудня 2012 компанія випустила додаток, що дозволяє організувати збір коштів для будь-яких потреб.
19 грудня 2012 ВАТ «Сбербанк Росії» повідомило про придбання у компанії «Яндекс» частки 75 % мінус одна акція проєкту «Яндекс. Гроші».
11 жовтня 2013 Яндекс.Гроші запустили єдине платіжне рішення, яке дозволить бізнесу приймати оплату банківськими картками, готівкою через термінал, а також з електронного гаманця в Яндекс. Грошах і з рахунку мобільного телефону.

## Інтерфейси
У системі використовується два типи рахунку: Яндекс. Гаманець та Інтернет. Гаманець. Перший — рахунок, доступ до якого здійснюється за допомогою web-інтерфейсу. Другий — рахунок, доступ до яких здійснюється за допомогою спеціальної програми «Інтернет. Гаманець». Програма безоплатна, працює лише під управлінням ОС Windows. З 2011 року розвиток програми припинено, тому новим користувачам система Яндекс. Гроші рекомендує використовувати для відкриття рахунку вебінтерфейс.

## Принципи роботи
Користувач вносить будь-яким з можливих у системі способів грошові кошти на свій рахунок. У момент оплати товару або послуги система відсилає на рахунок магазину електронні гроші з рахунку користувача. Отримавши електронні гроші від користувача, магазин пред'являє їх в процесинговий центр для підтвердження можливості їх використання (перевірка достовірності). Перевіривши, що гроші раніше не використовувалися і є справжніми, процесинговий центр підтверджує їх платоспроможність магазину та висилає «квитанцію» покупцеві. Одночасно проводиться списання коштів з рахунку користувача в процесинговому центрі та їх зарахування на рахунок магазину. Отримавши підтвердження справжності та платіжності електронних грошей, магазин відсилає квитанцію про оплату на гаманець користувача та виробляє здійснення послуги або надання товару.
Всі ці процедури проводяться практично миттєво та непомітно для користувача.

## Використання системи
За допомогою Яндекс.Гроші можна робити покупки в інтернет-магазинах, оплачувати послуги зв'язку та ЖКГ, робити внески до благодійних фондів, розраховуватися за бензин на АЗС. Але не всі користувачі системи звертають увагу на те, що не можна використовувати Яндекс. Гроші для якої комерційної діяльності. Служба безпеки «Яндекс. Денег» має право без пояснення причин і без попередження заблокувати гаманець, що часто є несподіванкою для користувачів системи, яким пропонується провести процедуру «ідентифікації», що підтверджує особу користувача.

## Ідентифікація
Процедура ідентифікації збільшує ліміти на введення та виведення грошей. Для проходження ідентифікації необхідно принести заповнену заяву та документ, що засвідчує особу. Процедуру можна пройти в офісі компанії (для мешканців Москви, Санкт-Петербурга, Єкатеринбурга, Новосибірська, Казані, Ростова-на-Дону), зробивши ідентифікаційний платіж через систему Contact, прив'язавши до рахунку банківську картку банку «Відкриття», через бюро кредитних історій Equifax, або рекомендованим листом з нотаріально завіреним заявою всередині. З червня 2013 процедуру ідентифікації можна пройти в салонах «Евросеть».

## Код протекції
Код протекції — це спосіб захистити грошовий переказ, який робить один користувач системи на адресу іншого. Це випадкове число з чотирьох цифр. Його можна повідомити одержувачу електронною поштою, відправити у вигляді SMS або просто продиктувати через телефон. захищений переклад одержувач побачить одразу ж, але скористатися грошима зможе лише після того, як введе код протекції. Якщо одержувач три рази поспіль ввів невірний код, або термін дії платежу минув, то кошти повертаються відправникові. Термін дії платежу встановлюється відправником і може складати від доби до року. Код протекції можна використовувати, наприклад, коли відправник сумнівається, що правильно ввів номер рахунку одержувача. Використання коду протекції безплатно як для відправника, так і для одержувача платежу. Код протекції дозволяє частково компенсувати істотний недолік системи — відсутність інформації про одержувача.

## Витік даних про жертводавців «РосПил»
Належний російському юристу та політику Олексію Навальному рахунок в системі використовувався для збору пожертвувань на фінансування антикорупційного проєкту «РосПил». У квітні та травні 2011 року на особисті телефони деяких пожертвували були здійснені дзвінки від ряду людей, що видавалися журналістами різних видань та продемонстрували поінформованість про приватні деталі їх фінансових операцій у системі «Яндекс. Гроші». На думку жертводавців, що дзвонили були пов'язані з рухом «Наші», що заперечується представниками руху.
За словами прессекретаря системи «Яндекс. Гроші», платіжна система отримувала та виконувала запити від правоохоронних органів, що стосуються розпис: у березні запит від МВС за рахунком Навального, а пізніше — запити від ФСБ за операціями за рахунками близько ста осіб, що переказували гроші РосПилу. Головний редактор «Яндекса» Олена Колмановська назвала імовірно вироблену передачу персональних даних третім особам «форменим неподобством», і заявила, що Яндекс «поділяє обурення користувачів».. Компанія «Яндекс» надіслала лист з поясненнями на адресу порушених запитом користувачів сервісу. Прессекретар «Яндекса» заявив, що «Яндекс. Гроші» «вивчає можливість звернення до слідчих органів за фактом заяв користувачів».
Федеральна служба безпеки відмовилася коментувати ситуацію з витоком даних.
Олексій Навальний заявив, що не має претензій до «Яндексу» та вважає обраний спосіб фінансування через систему «Яндекс. Гроші» оптимальним у сформованих умовах.
Інцидент стався на тлі підготовки первинної публічної пропозиції (IPO) акцій Яндекса на біржі NASDAQ, однак, на думку американського венчурного інвестора Саміт Джайна, політичні чинники менш важливі для інвесторів у порівнянні з показниками зростання та прибутковості.

## Мимовільні блокування гаманців
Згідно з угодою користувача (пункт 4.15) НКО в праві здійснити Блокування Гаманця Клієнта за власною ініціативою, що іноді та робить. Дізнається користувач про це зазвичай коли бажає провести платіж, і раптом отримує відмову. При цьому Яндекс. Гроші зазвичай просять пройти ідентифікацію. Однак навіть після ідентифікації, при першому ж платежі, може з'ясуватися що гаманець знову заблокований, цього разу прохання буде іншим. Можна вбити в пошуковик: Операції по вашому рахунку в Яндекс. Грошах припинені — там буде багато тем людей з такими проблемами, як вони розв'язували ці проблеми, і що з цього виходило. Немає жодних підстав вважати що виконання вимог системи Яндекс. Гроші (наприклад пройти ідентифікацію) застрахує користувача від нового блокування.
Типове пояснення причин блокування: Припинення операцій не означає, що ми Вас в чомусь звинувачуємо. Швидше за все, причина в тому, що Ваші дії з рахунком чимось відрізняються від стандартних.